# وانگ لینا (بازیکن والیبال)
وانگ لینا (چینی: 王麗娜؛ زادهٔ ۵ فوریهٔ ۱۹۷۸) بازیکن والیبال زن اهل چین بود. وی در بازی‌های المپیک تابستانی ۱۹۹۶، ۲۰۰۰ و ۲۰۰۴ بوده است.